# Avlo
Renfe Avlo (per les sigles d'Alta Velocitat Low Cost) és una marca de Renfe sota la qual la companyia ofereix serveis ferroviaris d'alta velocitat a preus reduïts i competeix directament amb altres marques d'alta velocitat Low Cost Ouigo i Iryo. La seva principal diferència amb el servei AVE és que realitza parades en totes les ciutats amb trànsit d'alta velocitat en els corredors que opera aquests trens, mentre que els trens del servei AVE tradicional cobreixen el recorregut directament de principi a fi, sense parades intermèdies o amb parades únicament en les grans ciutats. Els trens són de classe única i no disposen de cotxe cafeteria, tot i que tenen a bord màquines expenedores que ofereixen productes a un total de 438 passatgers (màxim) en la serie 112 i 581 passatgers (màxim) en la serie 106. També existeixen de manera provisional 4 trens sèrie 106 únicament vinilats com AVLO que ofereixen un total de 507 places, ja que conserven el seu interiorisme d'AVE.
Els bitllets tenen un cost d'entre 7 i 59 euros, la qual cosa suposa un descompte mitjà sobre el servei AVE d'entre un 60 i un 90 %. Opera en l'actualitat en la línia d'alta velocitat Madrid-Frontera francesa (des del 23 de juny de 2021), en la línia d'alta velocitat Madrid-Llevant (des del 21 de febrer de 2022) i la línia d'alta velocitat Madrid-Sevilla.

Xarxa de Avlo a Espanya a data de març del 2023.

## Història
El projecte de l'Avlo va tenir el seu precedent en l'EVA l'any 2018. L'EVA va ser el resultat d'un preprojecte presentat el 6 de febrer del 2018 a Barcelona per l'antic ministre de Foment del govern espanyol, Íñigo de la Serna.
L'EVA donava resposta a la imminent liberalització del ferrocarril a Espanya (que es va fer realitat el mes de desembre del 2020, després de vuitanta anys de l'existència de l'única companyia operant en el sector: Renfe). Es presentava com un concepte Smart Train, en el qual s'integrava una gran digitalització en la comercialització d'aquest nou servei, apostant per un model més flexible i sostenible amb el medi ambient.
Aquest nou servei anava a ser l'opció més econòmica de la gamma Renfe, i la més tecnològica gràcies a la integració de serveis més personalitzats per a atreure un públic objectiu que no havia usat fins ara cap mena de serveis d'AVE. La gran posada en valor d'aquesta proposta passava per la plena digitalització dels processos, i fins i tot de l'accés al tren amb una identificació per biometria, a més del bitllet digital i físic.
Durant tot el trajecte, el client podria conèixer en temps real l'estat del viatge a través d'una aplicació que li posava en contacte amb els servidors logístics de l'operadora. La comunicació en línia, la xarxa wifi gratuïta durant el viatge o el bitllet integrat amb altres serveis de Renfe serien les característiques diferencials respecte al que, el 2018, s'oferia en el sector.
L'11 de desembre del 2019, es presentava la redefinició del nou servei baix cost de Renfe com Avlo amb un tren de la Sèrie 112 de Renfe pintat de color lila, taronja i turquesa.
A causa de la situació produïda per l'expansió de la pandèmia COVID-19 i la declaració de l'estat d'alarma per part del Govern espanyol, Renfe va decidir el 15 de març del 2020 posposar el llançament de Avlo sense nova data prevista. A data de 4 de juny del 2020, Renfe va decidir suspendre la seva posada en servei temporalment. El 25 de gener del 2021, Renfe va informar que pretenia llançar l'Avlo el 23 de juny del 2021 i que els bitllets es podrien adquirir des del 26 de gener d'aquell mateix any.

## Serveis comercials
| Origen                                       | Parades | Destinació                 | Freqüències               | Millor durada (entre origen i destinació) | Durada total (totes les parades) |
| Corredor Nord-est                            | Corredor Nord-est                                                                                                | Corredor Nord-est          | Corredor Nord-est         | Corredor Nord-est                         | Corredor Nord-est                |
| -------------------------------------------- | --- | -------------------------- | ------------------------- | ----------------------------------------- | -------------------------------- |
| Madrid - Puerta de Atocha - Almudena Grandes | Saragossa - Delicias                                                                                             | Barcelona - Sants          | 3 trens diaris per sentit | 2 hores i 30 minuts                       | 2 hores i 45 minuts              |
| Madrid - Porta de Atocha - Almudena Grandes  | Guadalajara - Yebes · Calatayud · Saragossa - Delicias · Lleida · Camp de Tarragona · Barcelona - Sants · Girona | Figueres-Vilafan           | 1 tren diari per sentit   | 4 hores i 21 minuts                       | 4 hores i 21 minuts              |
| Corredor Est                                 | |                            |                           |                                           |                                  |
| Madrid - Chamartín - Clara Campoamor         | Cuenca - Fernando Zóbel · Requena - Utiel                                                                        | València - Joaquim Sorolla | 3 trens diaris per sentit | 1 hora i 49 minuts                        | 2 hores                          |
| Madrid - Chamartín - Clara Campoamor         | Cuenca - Fernando Zóbel · Albacete - Els Plans · Villena                                                         | Alacant                    | 2 trens diaris per sentit | 2 hores i 20 minutos                      | 2 hores i 32 minuts              |
| Corredor Sud                                 | |                            |                           |                                           |                                  |
| Madrid - Puerta de Atocha - Almudena Grandes | Ciudad Real · Puertollano · Villanueva de Córdoba · Córdoba                                                      | Sevilla - Santa Justa      | 1 tren diari per sentit   | 3 hores i 8 minuts                        | 3 hores i 8 minuts               |
| Madrid - Puerta de Atocha - Almudena Grandes | Ciudad Real · Puertollano · Villanueva de Córdoba · Córdoba · Puente Genil · Antequera - Santa Ana               | Màlaga - María Zambrano    | 1 tren diari per sentit   | 3 hores i 17 minuts                       | 3 hores i 17 minuts              |

## Flota
La flota de Renfe Avlo consta dels següents trens:
| Tren      | Número Places                                         | Unitats encarregades | Unitats en servei |
| --------- | ----------------------------------------------------- | -------------------- | ----------------- |
| Sèrie 112 | 438 (classe única)                                    | -                    | 5                 |
| Sèrie 106 | 581 (classe única) *507 (únicament vinilats com AVLO) | -                    | 10 *4             |